# Дармош, Йожеф
Йожеф Даниель Дармош (венг. József Daniel Darmos; род. 7 января 1985, Кишкунмайша, медье Бач-Кишкун, Венгрия) — венгерский боксёр-профессионал, выступающий в первой тяжёлой, и в тяжёлой весовых категориях. Двукратный бронзовый призёр чемпионата Европы (2008, 2010), бронзовый призёр чемпионата ЕС (2006), участник чемпионатов мира и Европы, многократный победитель и призёр международных и национальных первенств в любителях.
Среди профессионалов бывший чемпион Венгрии (2019), и временный чемпион Венгрии (2017—2018) в 1-м тяжёлом весе.
Лучшая позиция по рейтингу BoxRec — 288-я (август 2022), и являлся 3-м среди венгерских боксёров тяжёлой весовой категории, — входя в ТОП-450 лучших тяжёловесов всего мира.

## Биография
Йожеф Даниель Дармош родился 7 января 1985 года в городе Кишкунмайша, на юге Венгрии.
Сегодня проживает и тренируется в городе Дьёр на северо-западе Венгрии.

## Любительская карьера

### 2005—2007 годы
В ноябре 2005 года участвовал на чемпионате мира в Мяньяне (Китай), где он в 1/16 финала по очкам (32:17) победил канадца Джино Нардари, затем в 1/8 финала по очкам (41:31) победил серба Томислава Антельча, но в четвертьфинале проиграл путём отказа от продолжения боя россиянину Александру Алексееву, — который в итоге стал чемпионом мира 2005 года.
В мае 2006 года стал бронзовым призёром чемпионата Европейского союза в городе Печ (Венгрия) в весе до 91 кг, проиграв в полуфинале опытному французу Джону М’Бумба.
В июле 2006 года участвовал на чемпионате Европы в Пловдиве (Болгария), где он в 1/16 финала досрочно во 2-м раунде победил серба Милорада Гайовича, затем в 1/8 финала по очкам (25:8) победил молдованина Михаила Мунтяна, но в четвертьфинале досрочно нокаутом в 1-м раунде проиграл украинцу Денису Пояцыку, — в итоге ставшему чемпионом Европы 2006 года.
В конце октября 2007 года участвовал на чемпионате мира в Чикаго (США), где он в 1/32 финала по очкам (19:6) победил боксёра из Гаити Азеа Аугустама, затем в 1/16 финала по очкам (18:13) победил боксёра из Литвы Виталия Субачюса, в 1/8 финала по очкам (22:20) победил шведского боксёра Бабакара Камара, но в четвертьфинале по очкам (11:28) проиграл китайцу Юйшаню Ницзяти, — который в итоге стал бронзовым призёром чемпионата мира 2007 года.

### 2008—2011 годы
В ноябре 2008 года стал бронзовым призёром на чемпионате Европы проходившем в Ливерпуле (Великобритания), где в четвертьфинале по очкам (5:2) победил боксёра из Австрии Дурмуша Кеклика, но в полуфинале, — в конкурентном бою по очкам (4:5) проиграл опытному армянину Цолаку Ананикяну, — в итоге ставшему серебряным призёром этого чемпионата.
В июне 2010 года вновь стал бронзовым призёром на чемпионате Европы проходившем в Москве (Россия), где в четвертьфинале по очкам (9:5) победил опытного турка Бахрама Музаффера, но в полуфинале проиграл опытному болгарину Тервелу Пулеву, — в итоге ставшему серебряным призёром этого чемпионата.
В июне 2011 года вновь участвовал в чемпионате Европы проходившем в Анкаре (Турция), но в 1/16 финале, — в очень конкурентном бою по очкам (20:+20) проиграл опытному азербайджанцу Теймуру Мамедову, — в итоге ставшему чемпионом Европы 2011 года.
В октябре 2011 года также участвовал на чемпионате мира в Баку (Азербайджан), где он в 1/16 финала по очкам победил албанца Кристиана Демая, но в 1/8 финала опять по очкам проиграл опытному азербайджанцу Теймуру Мамедову, — который в итоге стал серебряным призёром чемпионата мира 2011 года.

## Профессиональная карьера

### 2015—2017
В обозначенный период провел 12 боев (9 побед — 1 поражение и 2 ничьи) против малоизвестных соперников внутри Венгрии:
19 сентября 2015 года в Сентеше (Венгрия) начал свою профессиональную карьеру сведя в ничью раздельным решением судей конкурентный бой с соотечественником Джорджем Уба (1-3-1). Счет судей составил: 58-56, 55-59, 57-57
17 сентября 2016 года проиграл нокаутом в девятом раунде соотечественнику Тамашу Тотту (7-4-4) в бою за звание Чемпиона Венгрии в крузервейте
10 ноября 2017 года в городе Секешфехервара (Венгрия) провел ничейный бой 57-57, 58-56, 56-58 с джорнимэном Яссином Хабачи (5-10-1)

### 2018—2019
В обозначенном периоде провел 8 боев (5 побед — 2 поражения и 1 ничья):
17 февраля 2018 года в Швейцарии проиграл небитому Лабиноту Ходжаю (6-0) решением большинства судей по итогам 8 раундов.
13 апреля 2018 года в городе Орадя (Румыния) победил нокаутом малоизвестного Белмина Пасалица (0-2-0).
11 мая 2018 года в родной Венгрии победил по очкам по итогам 6 раундов грузинского бойца Джорджи Тевдорашвилли (9-25-4).
2 июня 2018 года победил бойца из Боснии и Герцеговины Элвиса Смайловича (4-5-1) нокаутом в 4 раунде шестираундового боя
12 октября 2018 года провел реванш с Тамашем Тоттом которому проиграл в 2016 году. Бой закончился технической ничьй (ТD).
14 декабря 2018 года победил грузинского боксера Паата Адуашвили (10-34-3) по итогам 6 раундов: 57-56, 58-55, 57-56
27 апреля 2019 года провел третий бой с Тамашем Тоттом (10-6-5) нокаутировав соотечественника в 3 раунде и завоевав пояс чемпиона Венгрии в крузере
21 сентября 2019 года проиграл по очкам 93-96, 93-96, 93-96 небитому на тот момент Ференцу Урбану (6-0-0) и потерял титул чемпиона Венгрии.

### 2021—н.в.
Вернулся только 2021 году проведя 4 боя (1 победа и 3 поражения):
5 июня 2021 года в Будапеште (Венгрия) одержал победу большинством судейским голосов (MD): 57-57, 58-56, 58-56 над начинающим Даниэле Луонго (2-1).
12 декабря 2021 года проиграл техническим нокаутом в Хьюстоне (США) 41-летнему американскому боксеру Альфонсо Лопесу (32-4).

#### Бой с Эфе Аджагбой
27 августа 2022 года в Талсе, штат Оклахома, США в андеркарде боя Хосэ Педраса — Ричард Комми вышел на бой против нигерийского проспекта Эфе Аджагбы (15-1). После двух нокдунов во втором раунде рефери остановил бой зафиксировав нокаут и победу Аджагбы.

#### Бой с Дарданом Авдылайем
19 ноября 2022 года в Австрии в городе Мария-Энцерсдорф провел бой с местным небитым 28-летним бойцом Дарданом Авдылаем (8-0) проиграв в 5 раунде нокаутом.

#### Бой с Рикардо Брауном
2 декабря 2023 года в Пикеринге (Онтарио, Канада) проиграл нокаутом небитому 33-летнему канадскому тяжеловесу Рикардо Брауну (9-0, 9 КО). Бой закончился после двух падений Дармоша в первом раунде что стало 4-м поражением досрочно в последних 4-х боях. 

## Статистика профессиональных боёв
В таблице перечислены результаты всех поединков боксёров.
В каждой строке указан результат поединка. Дополнительно номер поединка обозначен цветом, который обозначает итог поединка. Расшифровка обозначений и цветов представлена в нижеследующей таблице.
| Пример | Расшифровка                     |
| ------ | ------------------------------- |
|        | Победа                          |
|        | Ничья                           |
|        | Поражение                       |
|        | Планируемый поединок            |
|        | Поединок признан несостоявшимся |
| КО     | Нокаут                          |
| ТКО    | Технический нокаут              |
| PTS    | Решение судей (по очкам)        |
| UD     | Единогласное решение судей      |
| MD     | Решение большинства судей       |
| SD     | Раздельное решение судей        |
| RTD    | Отказ от продолжения боя        |
| DQ     | Дисквалификация                 |
| NC     | Поединок признан несостоявшимся |

| 24 поединка, 14 побед (10 нокаутом), 3 ничьи, 7 поражений. | 24 поединка, 14 побед (10 нокаутом), 3 ничьи, 7 поражений. | 24 поединка, 14 побед (10 нокаутом), 3 ничьи, 7 поражений. | 24 поединка, 14 побед (10 нокаутом), 3 ничьи, 7 поражений. | 24 поединка, 14 побед (10 нокаутом), 3 ничьи, 7 поражений.       | 24 поединка, 14 побед (10 нокаутом), 3 ничьи, 7 поражений. | 24 поединка, 14 побед (10 нокаутом), 3 ничьи, 7 поражений.                                                   |
| Бой                                                        | Рекорд                                                     | Дата боя                                                   | Соперник                                                   | Место проведения боя                                             | Результат                                                  | Дополнительно                                                                                                |
| ---------------------------------------------------------- | ---------------------------------------------------------- | ---------------------------------------------------------- | ---------------------------------------------------------- | ---------------------------------------------------------------- | ---------------------------------------------------------- | --- |
| 24                                                         | 14-7-3                                                     | 2 декабря 2023                                             | Рикардо Браун (9-0)                                        | Pickering Casino Resort, Пикеринг, Онтарио, Канада               | TKO 1 (8), 2:19                                            | |
| 23                                                         | 14-6-3                                                     | 19 ноября 2022                                             | Дардан Авдылай (8-0)                                       | BSFZ Sudstadt, Мария-Энцерсдорф, Австрия                         | TKO 5 (6), 1:05                                            | |
| 22                                                         | 14-5-3                                                     | 27 августа 2022                                            | Эфе Аджагба (15-1)                                         | Hard Rock Hotel & Casino, Талса, Оклахома, США                   | TKO 2 (8), 1:15                                            | |
| 21                                                         | 14-4-3                                                     | 4 декабря 2021                                             | Альфонсо Лопес (32-4)                                      | Bayou Event Center, Хьюстон, Техас, США                          | TKO 6 (10), 1:53                                           | |
| 20                                                         | 14-3-3                                                     | 5 июня 2021                                                | Даниэле Луонго (2-1)                                       | BSK CrossFight Center, Будапешт, Венгрия                         | MD 6                                                       | Счёт судей: 57-57, 58-56 (дважды).                                                                           |
| 19                                                         | 13-3-3                                                     | 21 сентября 2019                                           | Ференц Урбан (6-0)                                         | Sporthall Budakalász, Будакалас, медье Пешт, Венгрия             | UD 10                                                      | Счёт: 93-96 (трижды). Потерял титул чемпиона Венгрии (1-я защита Дармоша) в 1-м тяжёлом весе.                |
| 18                                                         | 13-2-3                                                     | 27 апреля 2019                                             | Тамаш Тот (3) (10-6-5)                                     | Lake Side Hotel, Секешфехервар, медье Фейер, Венгрия             | KO 3 (10), 1:20                                            | Завоевал титул чемпиона Венгрии в 1-м тяжёлом весе.                                                          |
| 17                                                         | 12-2-3                                                     | 14 декабря 2018                                            | Паата Адуашвили (10-24-3)                                  | Sporthall Lang, Будапешт, Венгрия                                | UD 6                                                       | Счёт судей: 58-55, 57-56 (дважды).                                                                           |
| 16                                                         | 11-2-3                                                     | 12 октября 2018                                            | Тамаш Тот (2) (9-6-4)                                      | Sporthall, Шальготарьян, медье Ноград, Венгрия                   | TD 9 (10)                                                  | Счёт на момент остановки: 85-87, 86-86 (дважды). Бой за вакантный титул чемпиона Венгрии в 1-м тяжёлом весе. |
| 15                                                         | 11-2-2                                                     | 2 июня 2018                                                | Элвис Смайлович (4-5-1)                                    | Thury Castle, Варпалота, медье Веспрем, Венгрия                  | TKO 4 (6), 1:10                                            | |
| 14                                                         | 10-2-2                                                     | 11 мая 2018                                                | Георгий Тевдорашвили (9-25-4)                              | Dr.Papp Laszlo Sporthall, Сентеш, медье Чонград, Венгрия         | UD 6                                                       | Счёт судей: 59-54, 59-56, 58-56.                                                                             |
| 13                                                         | 9-2-2                                                      | 13 апреля 2018                                             | Бельмин Пашалич (0-2)                                      | Trade Center, Орадя, жудец Бихор, Румыния                        | TKO 3 (4), 0:33                                            | |
| 12                                                         | 8-2-2                                                      | 17 февраля 2018                                            | Лабинот Шохшай (6-0)                                       | Restaurant Glatthof, Glattbrug, Опфикон, кантон Цюрих, Швейцария | MD 8                                                       | Счёт: 76-76, 75-77, 74-77.                                                                                   |
| 11                                                         | 8-1-2                                                      | 15 декабря 2017                                            | Яссин Хабаши (5-10-1)                                      | Lake Side Hotel, Секешфехервар, медье Фейер, Венгрия             | SD 6                                                       | Счёт судей: 58-56, 57-57, 56-58.                                                                             |
| 10                                                         | 8-1-1                                                      | 10 ноября 2017                                             | Виктор Салай (19-57-4)                                     | City Hall, Шальготарьян, медье Ноград, Венгрия                   | TKO 2 (6), 1:13                                            | |
| Бой                                                        | Рекорд                                                     | Дата боя                                                   | Соперник                                                   | Место проведения боя                                             | Результат                                                  | Дополнительно                                                                                                |